# Sa’ar-4-Klasse
Die Saʿar-4-Klasse (hebräisch סַעַר ‚Sturm‘) war eine Schnellbootklasse der israelischen Marine, ausgehend von den gesammelten Erfahrungen der Klasse Saʿar 1 und deren Weiterentwicklung zu den Klassen Saʿar 2 und Saʿar 3. Sie bestand ursprünglich aus dreizehn Booten, zehn für die israelische Marine und drei für Südafrikanische Marine.

## Israelische Marine

### Geschichte
Das erste Gefecht mit Beteiligung eines Bootes der Saʿar-4-Klasse fand im Jom-Kippur-Krieg im Oktober 1973 statt, als die INS Reshef und INS Keshet ägyptische und syrische Schiffe sowie Küstenziele angriffen.
Von seinen zehn Booten hat Israel drei demontiert, wobei Teile für den Bau von Schiffen der Klasse Saʿar-4.5 verwendet wurden. Drei Schiffe und ein Rumpf ohne Systeme wurden nach Chile, zwei Schiffe nach Sri Lanka verkauft. Ein Boot wurde während einer Zielübung von zwei RGM-84 Harpoon SSMs, abgefeuert von der INS Hetz  (אח״י חֵץ AChI Chez, deutsch ‚Pfeil‘) and INS Herev (אח״י חֶרֶב AChI Cherev, deutsch ‚Schwert‘), versenkt.

### Einheiten
Das Kürzel אח״י AChI steht für die Bezeichnung אֳנִיַּת חֵיל הַיָּם Ånijjat Chejl haJam (AChI), was soviel bedeutet wie Marineschiff (wörtlich Schiff des Korps der See).
| Name                                                      | Indienststellung | Dienstende                     | Verbleib                                 |
| --------------------------------------------------------- | ---------------- | ------------------------------ | ---------------------------------------- |
| INS Reshef אח״י רֶשֶׁף AChI Reschef ‚Funke‘                  | Februar 1973     | Verkauf 1997                   | Aktiv in Chile als LM-34 Angamos         |
| INS Keshet אח״י קֶשֶׁת AChI Qescheṭ ‚Regenbogen‘             | 23. August 1973  | Verkauf 1980                   | Aktiv in Chile als LM-31 Chipana         |
| INS Romach אח״י רֹמַח AChI Romach ‚Speer‘                   | 1974             | Verkauf 1979                   | Aktiv in Chile als LM-30 Casma.          |
| INS Kidon אח״י כִּידוֹן AChI Kīdōn ‚Wurfspieß / Frame‘       | 1974             | 1994                           | Zerlegt und Umbau zur Saʿar 4.5          |
| INS Tarshish אח״י תַּרְשִׁישׁ AChI Tarschīsch ‚Tarsis‘          | 1975             | 1995 zerlegt und 1997 verkauft | Nur 1998 aktiv in Chile als LM-35 Papudo |
| INS Yaffo אח״י יָפוֹ AChI Jafō ‚Jaffa‘                      | 1975             | 1998                           | Zerlegt und Umbau zur Saʿar 4.5          |
| INS Nitzachon אח״י נִצָּחוֹן AChI Nitzachōn ‚Sieg‘            | 10. Juli 1978    | 15. Januar 2014                | Verschrottet                             |
| INS Atzmaut אח״י עַצְמָאוּת AChI ʿAtzmaʾūt ‚Unabhängigkeit‘   | 3. Dezember 1978 | 5. März 2014                   | Bei Zielübungen versenkt im Juli 2016    |
| INS Moledet אח״י מוֹלֶדֶת AChI Mōledet ‚Heimat‘              | 1979             | Verkauf 2000                   | Aktiv in Sri Lanka als SLNS Suranimala   |
| INS Komemiyut אח״י קוֹמְמִיּוּת AChI Qōməmijjūt ‚Souveränität‘ | 1980             | Verkauf 2000                   | Aktiv in Sri Lanka als SLNS Nandimitra   |

## Südafrika

### Geschichte
1974 unterzeichnete Südafrika mit der Israel Military Industries einen Vertrag über den Bau von drei modifizierten Schiffen der Saʿar-4-Klasse auf der Werft in Haifa. Nach der Verhängung des internationalen Waffenembargos für Südafrika am 4. November 1977 wurde das Projekt im Geheimen fortgeführt. Zusammen mit sechs weiteren später auf der Sandock Austral-Werft in Durban Südafrika gebauten Schiffen bilden sie die Warrior-Klasse. Die südafrikanischen Varianten wurden mit Gabriel SSMs ausgerüstet, die in Südafrika als Scorpion bezeichnet werden und sind mit zwei OTO-Melara-76-mm-Kanonen anstelle einer einzelnen und einem Phalanx CIWS bestückt.

### Einheiten
| Name          | Früherer Name         | Kennung | Indienststellung | Außerdienststellung | Verbleib                  |
| ------------- | --------------------- | ------- | ---------------- | ------------------- | ------------------------- |
| SAS Jan Smuts | SAS Jan Smuts         | P1561   | 8. Juli 1977     | 2004                | Verschrottet              |
| SAS Shaka     | SAS P.W. Botha        | P1562   | 2. Dezember 1977 | 2005                | Gesunken nach Zielübungen |
| SAS Adam Kok  | SAS Frederic Creswell | P1563   | 6. April 1978    |                     |                           |